# Mazurski Uniwersytet Ludowy

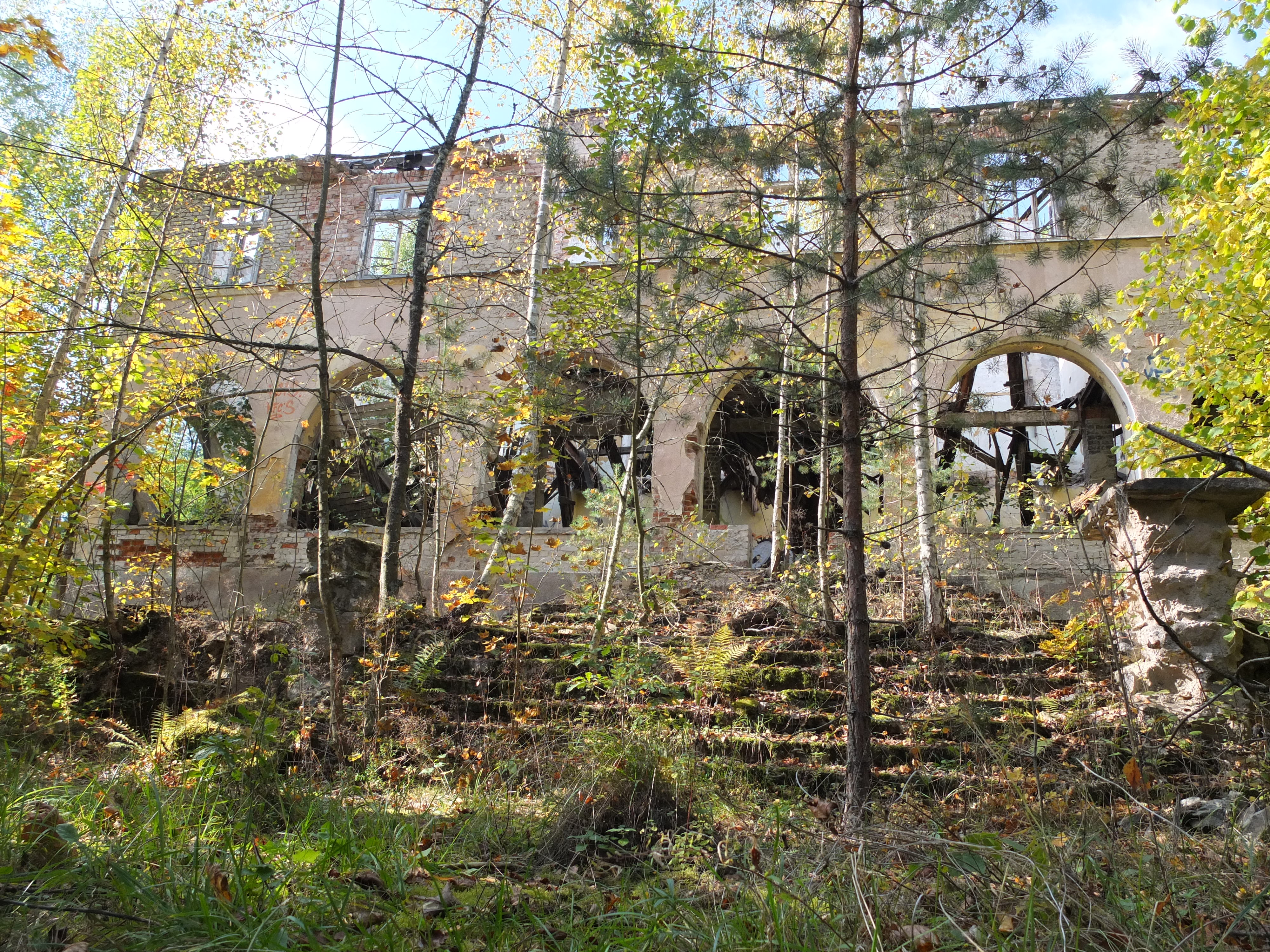
Pozostałości po budynku Mazurskiego Uniwersytetu Ludowego w Rudziskach Pasymskich

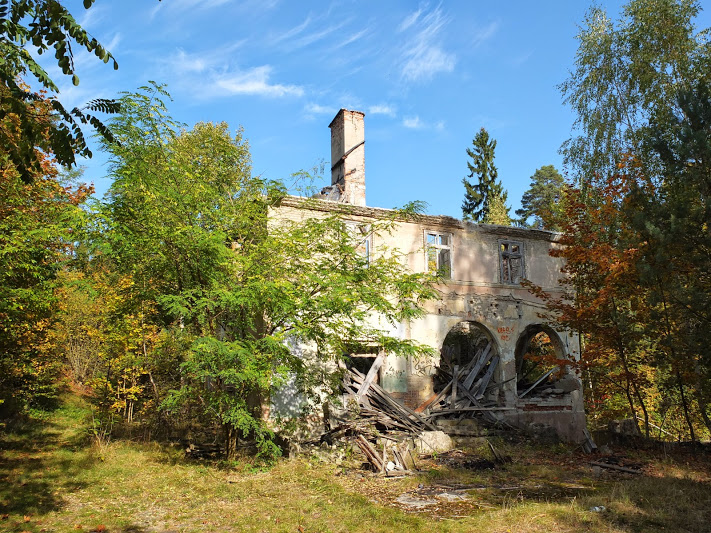
Pozostałości po budynku Mazurskiego Uniwersytetu Ludowego w Rudziskach Pasymskich

Mazurski Uniwersytet Ludowy – uniwersytet ludowy działający w latach 1945–1950 i 1957–1960, nastawiony głównie na kształcenie Mazurów.
Do 1945 r. ludność mazurska zamieszkująca południowe rejony Prus Wschodnich, wchodzące w skład państwa niemieckiego, nie miała możliwości poznania polskiej kultury, historii i języka literackiego, znając najczęściej tylko język niemiecki oraz gwarę mazurską . Po włączeniu po II wojnie światowej tych ziem w skład państwa polskiego powyższe braki stały się poważnym problemem w egzystencji pruskich Mazurów w nowych warunkach . Z tego powodu władze polskie, Instytut Mazurski i działacz mazurski Karol Małłek, postanowili utworzyć placówkę kształceniową, która miała nauczyć kursantów czytać i pisać po polsku, zaznajomić ich z dziejami Polski i jej literaturą (temu blokowi poświęcono ponad 30% godzin całego kursu). Drugim celem szkoły było dostarczenie wiedzy o regionie ojczystym, nauczanie tradycji i folkloru mazurskiego (około 20% godzin kursu). Prowadzono też zajęcia z przedmiotów ogólnych oraz z umiejętności praktycznych, gospodarczych i rolniczych. Duży nacisk kładziono na pracę w grupie i samokształcenie. Końcowym zadaniem szkoły była taka repolonizacja uczniów i uzupełnienie ich wiedzy w innych dziedzinach, by byli w stanie wstąpić po tym kursie do szkół średnich .
Kurs był zaplanowany na 700 godzin lekcyjnych, odbywających się w systemie stacjonarnym, w ciągu sześciu miesięcy. W budynku szkoły były zarówno sale zajęciowe, jak i mieszkalne dla uczniów oraz kadry. Przyjmowano kursantów obu płci, o różnym wykształceniu i wieku. Choć szkoła była przeznaczona głównie dla Mazurów (76% absolwentów), kształciła też dość liczną grupę Warmiaków (13% absolwentów), kilkunastoosobowe grupy Ślązaków i filiponów oraz pojedynczych przedstawicieli innych grup etnicznych. W sumie w obu okresach istnienia uniwersytetu ludowego ukończyło go 310 kursantów.
Szkołę założył i nadzorował do 1948 r. Instytut Mazurski. Indywidualnie twórcą uniwersytetu, jego  dyrektorem i jednym z nauczycieli był Karol Małłek, który wybrał na siedzibę placówki poniemiecki pensjonat w Rudziskach Pasymskich. Przejęto też na potrzeby szkoły gospodarstwo rolne w pobliskich Otolach. Pierwsza grupa rozpoczęła naukę w grudniu 1945 r. Pięć lat później placówkę de facto rozwiązano i w miejsce jej oraz Warmińskiego Uniwersytetu Ludowego utworzono w Mikołajkach szkołę spółdzielczości rolniczej z nowym zespołem nauczycielskim i programem. 
Po odwilży październikowej postanowiono reaktywować uniwersytet ludowy o pierwotnym programie nauczania i w dawnej siedzibie w Rudziskach Pasymskich. Stanowisko dyrektora objął powtórnie twórca szkoły, Karol Małłek, a nauka ruszyła wiosną 1957 r. Ostatni kurs zakończył się w czerwcu 1960 r., po czym szkołę ostatecznie zlikwidowano, a jej nieruchomości przejął Związek Młodzieży Wiejskiej.